# Olympische Sommerspiele 2020/Teilnehmer (Nicaragua)
| Gelbes Symbol für Goldmedaillen mit stilisierten Olympischen Ringen | Graues Symbol für Silbermedaillen mit stilisierten Olympischen Ringen | Braundes Symbol für Bronzemedaillen mit stilisierten Olympischen Ringen |
| ------------------------------------------------------------------- | --------------------------------------------------------------------- | ----------------------------------------------------------------------- |
| —                                                                   | —                                                                     | —                                                                       |

Nicaragua nahm an den Olympischen Spielen 2020 in Tokio mit acht Sportlern in sechs Sportarten teil. Es war die insgesamt 13. Teilnahme an Olympischen Sommerspielen.

## Teilnehmer nach Sportarten

### Gewichtheben
| Athleten     | Wettbewerb              | Reißen  | Reißen | Stoßen  | Stoßen | Zweikampf | Zweikampf | Rang |
| Athleten     | Wettbewerb              | Gewicht | Rang   | Gewicht | Rang   | Gewicht   | Rang      | Rang |
| ------------ | ----------------------- | ------- | ------ | ------- | ------ | --------- | --------- | ---- |
| Frauen       |                         |         |        |         |        |           |           |      |
| Sema Ludrick | Mittelgewicht bis 64 kg | 87 kg   | 13     | 115 kg  | 11     | 202 kg    | 12        | 12   |

### Judo
| Athleten        | Wettbewerb | 1. Runde | 1. Runde | 2. Runde | 2. Runde | Achtelfinale  | Achtelfinale  | Viertelfinale | Viertelfinale | Halbfinale / Trostrunde | Halbfinale / Trostrunde | Finale / Platz 3 | Finale / Platz 3 | Rang |
| Athleten        | Wettbewerb | Gegner   | Ergebnis | Gegner   | Ergebnis | Gegner        | Ergebnis      | Gegner        | Ergebnis      | Gegner                  | Ergebnis                | Gegner           | Ergebnis         | Rang |
| --------------- | ---------- | -------- | -------- | -------- | -------- | ------------- | ------------- | ------------- | ------------- | ----------------------- | ----------------------- | ---------------- | ---------------- | ---- |
| Frauen          |            |          |          |          |          |               |               |               |               |                         |                         |                  |                  |      |
| Izayana Marenco | über 78 kg | L. Cerić | 0:10     | —        | —        | ausgeschieden | ausgeschieden | ausgeschieden | ausgeschieden | ausgeschieden           | ausgeschieden           | ausgeschieden    | ausgeschieden    | 17   |

### Leichtathletik
Laufen und Gehen 
| Athleten       | Wettbewerb | Vorlauf | Vorlauf | Runde 1 | Runde 1 | Halbfinale    | Halbfinale    | Finale        | Finale        | Rang          |
| Athleten       | Wettbewerb | Zeit    | Rang    | Zeit    | Rang    | Zeit          | Rang          | Zeit          | Rang          | Rang          |
| -------------- | ---------- | ------- | ------- | ------- | ------- | ------------- | ------------- | ------------- | ------------- | ------------- |
| Männer         |            |         |         |         |         |               |               |               |               |               |
| Yeykell Romero | 100 m      | 10,62 s | 3       | 10,70 s | 8       | ausgeschieden | ausgeschieden | ausgeschieden | ausgeschieden | ausgeschieden |

### Rudern
| Athleten          | Wettbewerb | Vorlauf     | Vorlauf | Vorlauf       | Hoffnungslauf | Hoffnungslauf | Hoffnungslauf  | Viertelfinale | Viertelfinale | Viertelfinale | Halbfinale  | Halbfinale | Halbfinale    | Finale      | Finale | Rang |
| Athleten          | Wettbewerb | Zeit        | Platz   | Qualifikation | Zeit          | Platz         | Qualifikation  | Zeit          | Platz         | Qualifikation | Zeit        | Platz      | Qualifikation | Zeit        | Platz  | Rang |
| ----------------- | ---------- | ----------- | ------- | ------------- | ------------- | ------------- | -------------- | ------------- | ------------- | ------------- | ----------- | ---------- | ------------- | ----------- | ------ | ---- |
| Frauen            |            |             |         |               |               |               |                |               |               |               |             |            |               |             |        |      |
| Evidelia Gonzalez | Einer      | 8:25,18 min | 4       | Hoffnungslauf | 8:37,55 min   | 3             | Halbfinale E/F | –             | –             | –             | 8:36,99 min | 1          | Finale E      | 8:10,87 min | 3      | 27   |
| Männer            |            |             |         |               |               |               |                |               |               |               |             |            |               |             |        |      |
| Felix Potoy       | Einer      | 7:32,54 min | 4       | Hoffnungslauf | 7:44,52 min   | 3             | Halbfinale E/F | –             | –             | –             | 7:45,02 min | 1          | Finale E      | 7:28,00 min | 2      | 26   |

### Schießen
| Athleten        | Wettbewerb           | Qualifikation   | Qualifikation | Finale          | Finale        | Rang |
| Athleten        | Wettbewerb           | Ringe/ Scheiben | Rang          | Ringe/ Scheiben | Rang          | Rang |
| --------------- | -------------------- | --------------- | ------------- | --------------- | ------------- | ---- |
| Männer          |                      |                 |               |                 |               |      |
| Edwin Barberena | Luftpistole 10 Meter | 554             | 36            | ausgeschieden   | ausgeschieden | 36   |

### Schwimmen
| Athleten          | Wettbewerb     | Vorlauf | Vorlauf | Halbfinale    | Halbfinale    | Finale        | Finale        | Rang |
| Athleten          | Wettbewerb     | Zeit    | Rang    | Zeit          | Rang          | Zeit          | Rang          | Rang |
| ----------------- | -------------- | ------- | ------- | ------------- | ------------- | ------------- | ------------- | ---- |
| Frauen            |                |         |         |               |               |               |               |      |
| Maria Schutzmeier | 100 m Freistil | 57,94 s | 43      | ausgeschieden | ausgeschieden | ausgeschieden | ausgeschieden | 43   |
| Männer            |                |         |         |               |               |               |               |      |
| Miguel Mena       | 100 m Freistil | 51,99 s | 55      | ausgeschieden | ausgeschieden | ausgeschieden | ausgeschieden | 55   |